# Centromerus amurensis
Centromerus amurensis là một loài nhện trong họ Linyphiidae.
Loài này thuộc chi Centromerus. Centromerus amurensis được Kirill Yuryevich Eskov & Yuri M. Marusik miêu tả năm 1992.